# Richard Lewis
Richard Philip Lewis (Nova Iorque, 29 de junho de 1947 – Los Angeles, 27 de fevereiro de 2024) foi um ator e comediante estadunidense que participou dos seriados Two and a Half Men, Everybody Hates Chris e Curb Your Enthusiasm.

## Biografia
Richard Lewis nasceu no Brooklyn, Nova Iorque. Seu pai trabalhou como um fornecedor e sua mãe era uma atriz. Lewis era judeu. Ele foi ao Dwight Morrow High School. Ele se formou em marketing e comunicações na Universidade Estadual de Ohio em 1969.
Lewis morreu aos 76 anos em 27 de fevereiro de 2024 em decorrência de um ataque cardíaco.

## Filmografia
- 1979 - Diary of a Young Comic...Billy Goldstein
- 1979 - The 416th...Rick Michaels
- 1980 - House Calls (TV)...Dr. Prometheus / Leon
- 1985 - Temporary Insanity
- 1986 - Riptide (TV)...Andrew Fitzsimmons Carlton III
- 1987 - Harry (TV)...Richard Breskin
- 1987 - CBS Summer Playhouse (TV)...Joey
- 1988 - The Wrong Guys...Richard
- 1988 - Tattingers (TV)...Longo
- 1989 - That's Adequate...Pimples Lapedes
- 1989/1992 - Anything But Love (TV)...Marty Gold
- 1992 - Once Upon a Crime...Julian Peters
- 1992 - The Danger of Love: The Carolyn Warmus Story...Edward Sanders
- 1993 - Daddy Dearest (TV)...Steven Mitchell
- 1993 - TriBeCA (TV)...Joseph
- 1993 - The Larry Sanders Show (TV)
- 1993 - Robin Hood: Men in Tights...Prince John
- 1994 - Wagons East...Phil Taylor
- 1994 - Tales from the Crypt (TV)...Vern
- 1995 - A.J.'s Time Travelers (TV)...Edgar Allan Poe
- 1995 - Drunks...Jim
- 1995 - Leaving Las Vegas...Peter
- 1996 - A Weekend in the Country...Bob Stein
- 1996 - The Elevator...Phil Milowski
- 1997 - Happily Ever After: Fairy Tales for Every Child (TV)...Old Beggar
- 1997 - Dr. Katz, Professional Therapist (TV)...Richard
- 1997 - Hugo Pool...Chick Chicalini
- 1997 - The Maze...Markov
- 1997/1998 - Hiller and Diller (TV)...Neil Diller
- 1998 - Rude Awakening (TV)...Harve Schwartz
- 1999 - Hercules (TV)...Neurosis
- 1999 - Game Day...Steve Adler
- 1999 - V.I.P. (TV)...Ronald Zane
- 1999 - Larry David: Curb Your Enthusiasm
- 2000/2020 - Curb Your Enthusiasm (TV)
- 2002 - Presidio Med (TV)...Francis Weinod
- 2002/2004 - 7th Heaven (TV)...Rabbi
- 2003 - Alias: Codinome Perigo (TV)...Mitchell Yaeger
- 2004 - Two and a Half Men (TV)...Stan
- 2004 - The Dead Zone (TV)...Jack Jericho
- 2005 - Sledge: The Untold Story
- 2005 - Las Vegas (TV)...Stan
- 2005 - George Lopez (TV)...Phillip Nickleson
- 2006 - The Simpsons (TV)...Golem
- 2006 - Everybody Hates Chris (TV)...Kris
- 2007 - BelzerVizion
- 2008 - Law & Order: Special Victims Unit (TV)...Larry
- 2009 -  The Cleaner (TV)...Henry
- 2009/2010 - 'Til Death (TV)...Miles Tunnicliff
- 2010 - Funny or Die Presents (TV)...Shades
- 2011 - Lewis on Film: The Oscar Edition
- 2011 - Pound Puppies (TV)...Buddy
- 2012 - Vamps...Danny
- 2014 - Gangsta Waitress
- 2015 - She's Funny That Way...Al Finkelstein
- 2015 - Blunt Talk (TV)...Dr. Weiss
- 2016 - Code Black (TV)...Stewart
- 2017 - Sandy Welxer
- 2018 - BoJack Horseman (TV)...Ziggy Abler